# Aphodius lugens
Aphodius lugens är en skalbaggsart som beskrevs av Christian Creutzer 1799. Aphodius lugens ingår i släktet Aphodius, och familjen bladhorningar. Arten har ej påträffats i Sverige.